# Julius Nicanor
Julius Nicanor (Ἰούλιον Νικάνορα) ou Caius Julius Nicanor est une personnalité du Ier siècle qui a été stratège d'Athènes, considéré comme un bienfaiteur de la ville, qui était aussi un poète célèbre. C'était un grec syrien originaire de Hiérapolis en Syrie,. Il est connu à la fois par des inscriptions à Athènes et à Éleusis et par une invective anti-Athénienne de Dion de Pruse. Dans plusieurs inscriptions il est honoré du titre de « nouvel Homère et nouveau Thémistocle. » C'est probablement le même que le Nicanor que Stéphane de Byzance appelle le nouvel Homère. Établi à Athènes, il est devenu l'un de ses grands bienfaiteurs au début de la période impériale romaine. Il était florissant au cours du règne d'Auguste qui se termine en 14. Une inscription (IG II2 1723) indique qu'il a été stratège d'Athènes. Qualifié de « nouvel Homère et nouveau Thémistocle », cette mention a été martelée sur plusieurs inscriptions et socles de statues situées à Athènes et à Éleusis. Cette particularité a beaucoup intrigué les spécialistes, surtout qu'il avait précédemment été honoré comme grand bienfaiteur de la cité d'Athènes.
Il est possible que ce soit le fils d'Arius Didyme mentionné par Suétone (Vie d'Auguste 89, 1) comme un conseiller d'Auguste avec son père et son frère. Toutefois la question est discutée.

## Sources primaires
- Inscriptiones Graecae III 642–644 ; IG II2 1723, IG II2 1069, IG II2 3785, 2892, IG II², 3788, IG II², 3787, IG II², 3786, IG II², 3789, etc.
- Suétone: La vie des douze Césars - Vie d'Auguste, 89, 1.
- Strabon, Géographie, livre IX, L'Attique
- Dion de Pruse, 31, 116.
- Stéphane de Byzance